# Хуніор Алонсо
Хуніор Алонсо (ісп. Júnior Alonso, нар. 9 лютого 1993, Асунсьйон) — парагвайський футболіст, захисник бразильського клубу «Атлетіко Мінейру». Відомий за виступами в низці клубів, зокрема «Серро Портеньйо», «Лілль» та «Бока Хуніорс», а також національну збірну Парагваю. Дворазовий чемпіон Парагваю. Чемпіон Аргентини. Чемпіон Бразилії. Володар Кубка Бразилії. Переможець Ліги Мінейро.

## Клубна кар'єра
Хуніор Алонсон народився 1993 року в Асунсьйоні, та є вихованець футбольної школи клубу «Серро Портеньйо». Дорослу футбольну кар'єру розпочав 2013 року в основній команді того ж клубу, в якій провів грав до 2016 року, взявши участь у 136 матчах чемпіонату, двічі у складі команди став чемпіоном Парагваю.
У 2017 році Алонсо перейшов до складу французького клубу «Лілль», а в другій половині наступного року футболіста віддали в оренду до іспанського клубу «Сельта Віго». У 2019 року парагвайського захисника віддали в оренду до аргентинського клубу «Бока Хуніорс», у складі якого він став чемпіоном Аргентини.
З 2020 до 2021 року Хуніор Алонсо грав у складі бразильського клубу «Атлетіко Мінейру», у складі якого футболіст став чемпіоном Бразилії та володарем Кубка Бразилії. У 2022 році Алонсо перейшов до російського клубу «Краснодар», проте за короткий час гравця віддали в оренду до «Атлетіко Мінейру», в якому він цього року став переможцем Ліги Мінейро. На початку 2023 року футболіст повернувся до «Краснодара», а з середнини 2024 року він повернувся до «Атлетіко Мінейру» вже на правах постійного контракту.

## Виступи за збірні
2013 року Хуніор Алонсо залучався до складу молодіжної збірної Парагваю. На молодіжному рівні зіграв у 8 офіційних матчах, забив 2 голи. У цьому ж році Алонсо дебютував у складі національної збірної Парагваю. У складі збірної був учасником розіграшу Кубка Америки 2019 року у Бразилії, розіграшу Кубка Америки 2021 року у Бразилії, розіграшу Кубка Америки 2024 року у США. Станом на жовтень 2024 року зіграв у складі збірної 57 матчів, у яких відзначився 2 забитими м'ячами.

## Титули і досягнення
- Чемпіон Парагваю (2):

«Серро Портеньйо»: Клаусура 2013, Апертура 2015
- Чемпіон Аргентини (1):

«Бока Хуніорс»: 2019—2020
- Чемпіон Бразилії (1):

«Атлетіко Мінейру»: 2021
- Володар Кубка Бразилії (1):

«Атлетіко Мінейру»: 2021
- Переможець Ліги Мінейро (1):

«Атлетіко Мінейру»: 2022